# Wereldruiterspelen 2002
De Wereldruiterspelen 2002 vormden de vierde editie van dit vierjaarlijkse paardensportevenement dat door de Fédération Équestre Internationale (FEI) wordt georganiseerd. Ze werden gehouden van 10 tot en met 22 september 2002 in de Spaanse stad Jerez de la Frontera.
In zeven paardensportdisciplines werden er op 15 onderdelen gestreden voor de wereldtitel. 

## Disciplines
Op deze Wereldruiterspelen stonden zeven onderdelen op het programma.
| - Dressuur - Endurance - Eventing - Mensport | - Reining - Springen - Voltige |

## Uitslagen
| individuele dressuur      | Nadine Capellmann op Farbenfroh | Beatriz Ferrer-Salat op Beauvalais | Ulla Salzgeber op Rusty |  |  |  |
| Landenwedstrijd dressuur  | Duitsland Nadine Capellmann op Farbenfroh Ulla Salzgeber op Rusty Klaus Husenbeth op Picollino Ann-Kathrin Linsenhoff op Renoir-Unicef                                  | Verenigde Staten Debbie McDonald op Brentina Lisa Wilcox op Relevant Susan Blinks op Flim Flam Guenter Seidel op Nikolaus                                       | Beatriz Ferrer-Salat op Beauvalais Rafael Soto op Invasor Juan Antonio Jimenez op Guizo Ignacio Rambla op Granadero                       |  |  |  |
|                           | | | |  |  |  |
| Individueel mennen        | IJsbrand Chardon | Christoph Sandmann | Tomas Eriksson |  |  |  |
| Landenwedstrijd mennen    | Nederland IJsbrand Chardon Mark Weusthof Ton Monhemius | Verenigde Staten Tucker Johnson Chester Weber James Fairclough                                                                                                  | Duitsland Christoph Sandmann Rainer Duen Michael Freund                                                                                   |  |  |  |
|                           | | | |  |  |  |
| Individueel endurance     | Ahmed bin Mohd al Maktoum op Bowman | Antonio Rosi op Alex Raggio di Sole | Sunny Demedy op Castlebar Treaty |  |  |  |
| Landenwedstrijd endurance | Frankrijk Emmanuelle Bellefroid op Antinea de Nau Jean-Philippe Frances op Djellab Sunny Demedy op Castlebar Treaty Maya Killa Perringerard op Varoussa                 | Italië Roberto Busi op Al Jasir Antonio Rosi op Alex Raggio di Sole Fausto Fiorucci op Faris Jabar Mario Cutolo op Zyad el Asii                                 | Australië Kristie McGaffin op Castelbar Macleod Penelope Toft op Bremervale Justice Meg Wade op Castelbar Treaty Susan Crockett op Jonah  |  |  |  |
|                           | | | |  |  |  |
| Individueel eventing      | Jean Teulère op Espoir de la Mare | Jeanette Brakewell op Over To You | Piia Pantsu op Ypäjä Karuso |  |  |  |
| Landenwedstrijd eventing  | Verenigde Staten John Williams op Carrick Kimberly Vinoski op Winsome Adante David O'Connor op Giltedge Amy Tryon op Poggio II                                          | Frankrijk Cédric Lyard op Fine Merveille Jean Teulère op Espoir de la Mare Jean-Luc Force op Crocus Jacob Didier Courrèges op Free Style                        | Verenigd Koninkrijk Jeanette Brakewell op Over To You Pippa Funnell op Supreme Rock William Fox-Pitt op Tamarillo Leslie Law op Shear H20 |  |  |  |
|                           | | | |  |  |  |
| Individueel springen      | Dermott Lennon op Liscalgot | Eric Navet op Dollar du Murier Hits de Seine | Peter Wylde op Fein Cera |  |  |  |
| Landenwedstrijd springen  | Frankrijk Eric Levallois op Diamont de Semilly Ecolit Reynald Angot op Tlaloc Gilles Bertrán de Balanda op Crocus Graverie Eric Navet op Dollar du Murier Hits de Seine | Zweden Peter Eriksson op VDL Cardento Royne Zetterman op Richmont Park Helena Lundbäck op Utfors Mynta Malin Baryard op H&M Butterfly Flip                      | België Philippe Lejeune op Nabab de Reve Stanny van Paesschen op O da Pomme Peter Postelmans op Oleander Jos Lansink op AK Caridor Z      |  |  |  |
|                           | | | |  |  |  |
| Individueel reining       | Shawn Flarida op San Jo Freckless | Tom McCutcheon op Conquistador Whiz | Shawna Sapergia op Pretty Much Eagle |  |  |  |
| Landenwedstrijd reining   | Verenigde Staten Tom McCutcheon op Conquistador Whiz Scott McCutcheon op Inwhizable Shawn Flarida op San Jo Freckless Craig Schmersal op Tidal Wave Jack                | Canada François Gauthier op Ghost Buster Baby Jason Grimshaw op Listo Pollito Lena Shawna Sapergia op Pretty Much Eagle Patrice St-Onge op Slip Me Another Kiss | Italië Dario Carmignani op Frozen Sailor Adriano Meacci op Jodi Tamara Nic Cordioli op RS Little Red Jaba Marco Manzi op Spanish Snapper  |  |  |  |
|                           | | | |  |  |  |
| Mannen vaulting           | Matthias Lang op Farceur Breceen | Gero Meyer op Kolumbus | Devon Maitozo op Abu Dhabi |  |  |  |
| Vrouwen vaulting          | Nadia Zulow op Rubins Universe | Rikke Laumann op Milano | Ines Juckstow op Dallmers Little Foot |  |  |  |
| Landenwedstrijd vaulting  | Duitsland | Zwitserland | Zweden |  |  |  |

## Medaillespiegel
| Plaats | Land                         | Goud | Zilver | Brons | Totaal |
| 1      | Duitsland                    | 4    | 2      | 3     | 9      |
| 2      | Frankrijk                    | 4    | 2      | 1     | 7      |
| 3      | Verenigde Staten             | 3    | 3      | 2     | 8      |
| 4      | Nederland                    | 2    | –      | –     | 2      |
| 5      | Ierland                      | 1    | –      | –     | 1      |
| 5      | Verenigde Arabische Emiraten | 1    | –      | –     | 1      |
| 7      | Italië                       | –    | 2      | 1     | 3      |
| 8      | Zweden                       | –    | 1      | 2     | 3      |
| 9      | Canada                       | –    | 1      | 1     | 2      |
| 9      | Spanje                       | –    | 1      | 1     | 2      |
| 9      | Verenigd Koninkrijk          | –    | 1      | 1     | 2      |
| 12     | Denemarken                   | –    | 1      | –     | 1      |
| 12     | Zwitserland                  | –    | 1      | –     | 1      |
| 14     | Australië                    | –    | –      | 1     | 1      |
| 14     | België                       | –    | –      | 1     | 1      |
| 14     | Finland                      | –    | –      | 1     | 1      |